# アトランティック・エアウェイズ
アトランティック・エアウェイズ（Atlantic Airways)は、デンマーク領フェロー諸島の航空会社である。

## 概要
ハブ空港はフェロー諸島のヴォーアル空港である。欧州各地とフェロー諸島を結ぶ定期便を運航している。
航空券の座席予約システム（CRS）は、アマデウスITグループが運営するアマデウスを利用している。

## 歴史
1987年にフェロー諸島自治政府とデンマークのCimber Airとの共同出資で設立。Cimber Airは航空会社の運営に関する分野で同社の立ち上げを支援した。当時Cimber Airはスカンジナビア航空、マースク航空とともに「ダンエア」を結成しており、海外自治領を含むデンマークの国内線はこの会社の名義で構成各社が運航していた。マースク航空はヴォーアル空港とコペンハーゲンを結ぶ路線を運航しており、これと競合する他社の立ち上げを支援するCimber Airの行動は提携に反するものとして、2社の間で紛争となった。
1988年、BAe 146を導入し、フェロー諸島とコペンハーゲンを結ぶ路線の運航を開始した。1989年にはフェロー諸島自治政府の全額出資となり、自治政府は本拠地となるヴォーアル空港に格納庫を建設するなどの支援を行った。滑走路が短く、乱気流や霧が頻繁に発生するヴォーアル空港発着路線の運航は、設立直後の同社には困難の伴うものであり、当初は厳しい経営状況が続いた。
1990年代後半には徐々に路線網を拡大し、1995年にはレイキャヴィークへ、1997年にはオーフスへの路線を開設した。1994年にはそれまで公共交通企業Strandfaraskip Landsinsの一部門SL Helicoptersが行っていた諸島内でのヘリコプター運航業務も移管された。
現在はコペンハーゲン国際空港など欧州各地とを結ぶ路線を運航しているほか、諸島内の離島を結ぶヘリコプター路線やチャーター便も運航している。

## 運航機材
2024年現在
同社運航機はRNP AR 0.1進入方式対応し、立地条件の悪い本拠地ヴォーアル空港での就航率を向上させている。
| 機材                         | 保有数 | 座席数 | 備考                           |
| ---------------------------- | ------ | ------ | ------------------------------ |
| エアバスA320                 | 2      | 174    |                                |
| エアバスA320neo              | 2      | 174    | 2019年、2020年製造の新造機     |
| アグスタウエストランド AW139 | 2      | 15     | チャーター、捜索救難活動と併用 |

### 退役機材
- A319-100
- Avro RJ85/100
- BAe146-100/200
- ベル412

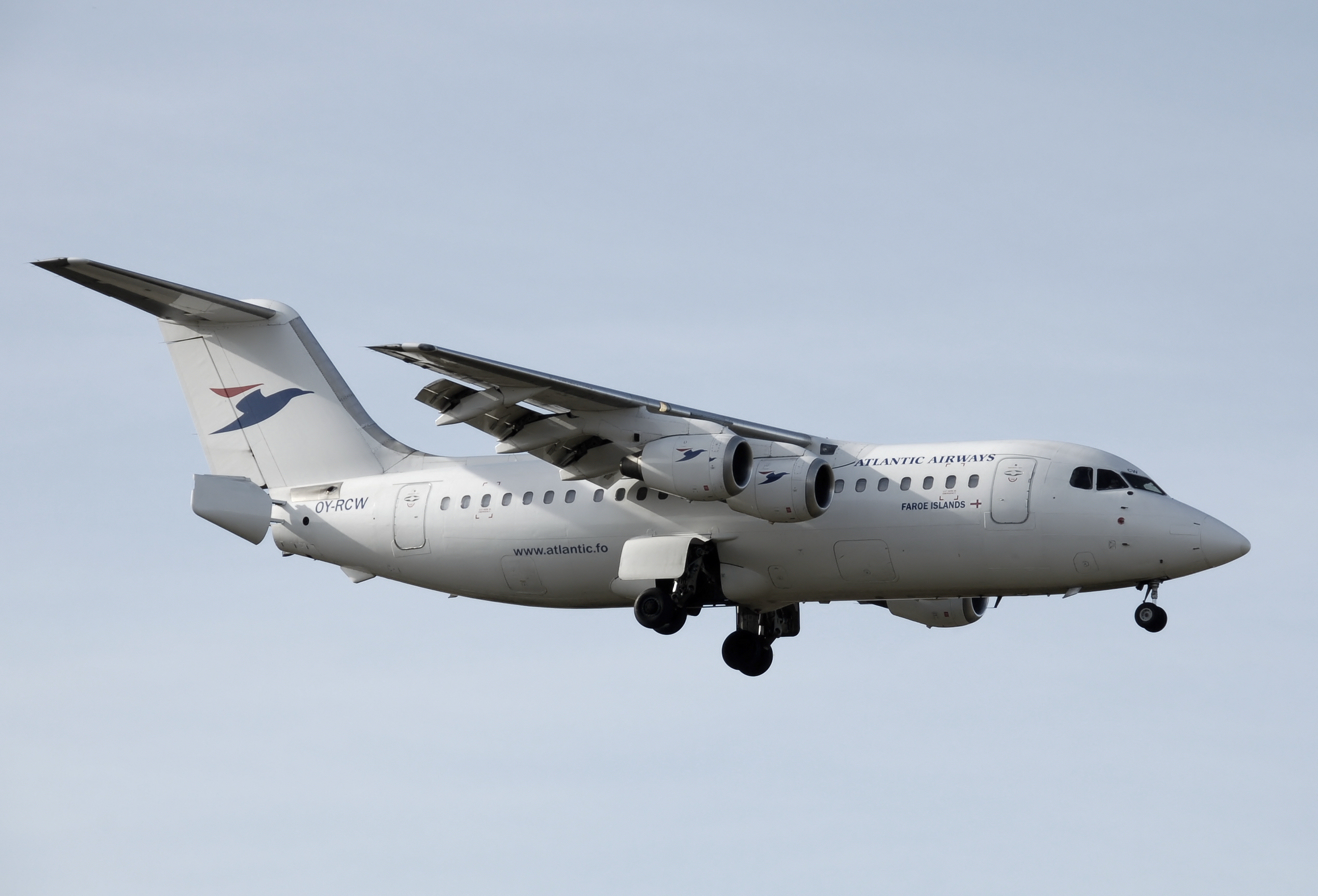
BAe 146-200(OY-RCW)旧塗装
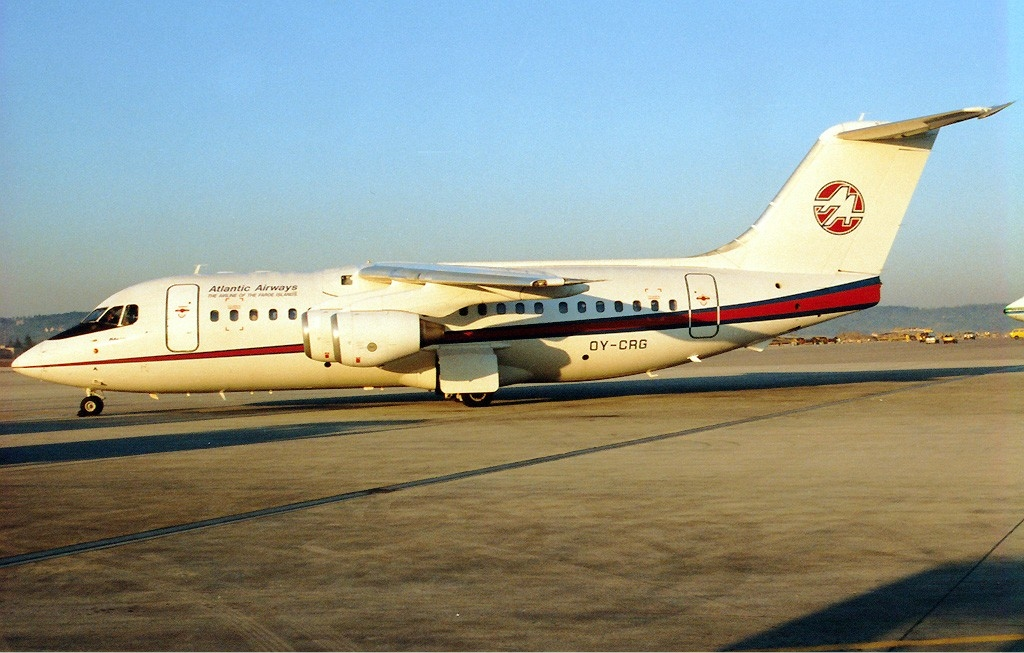
BAe146-200A(OY-CRG)旧塗装事故機
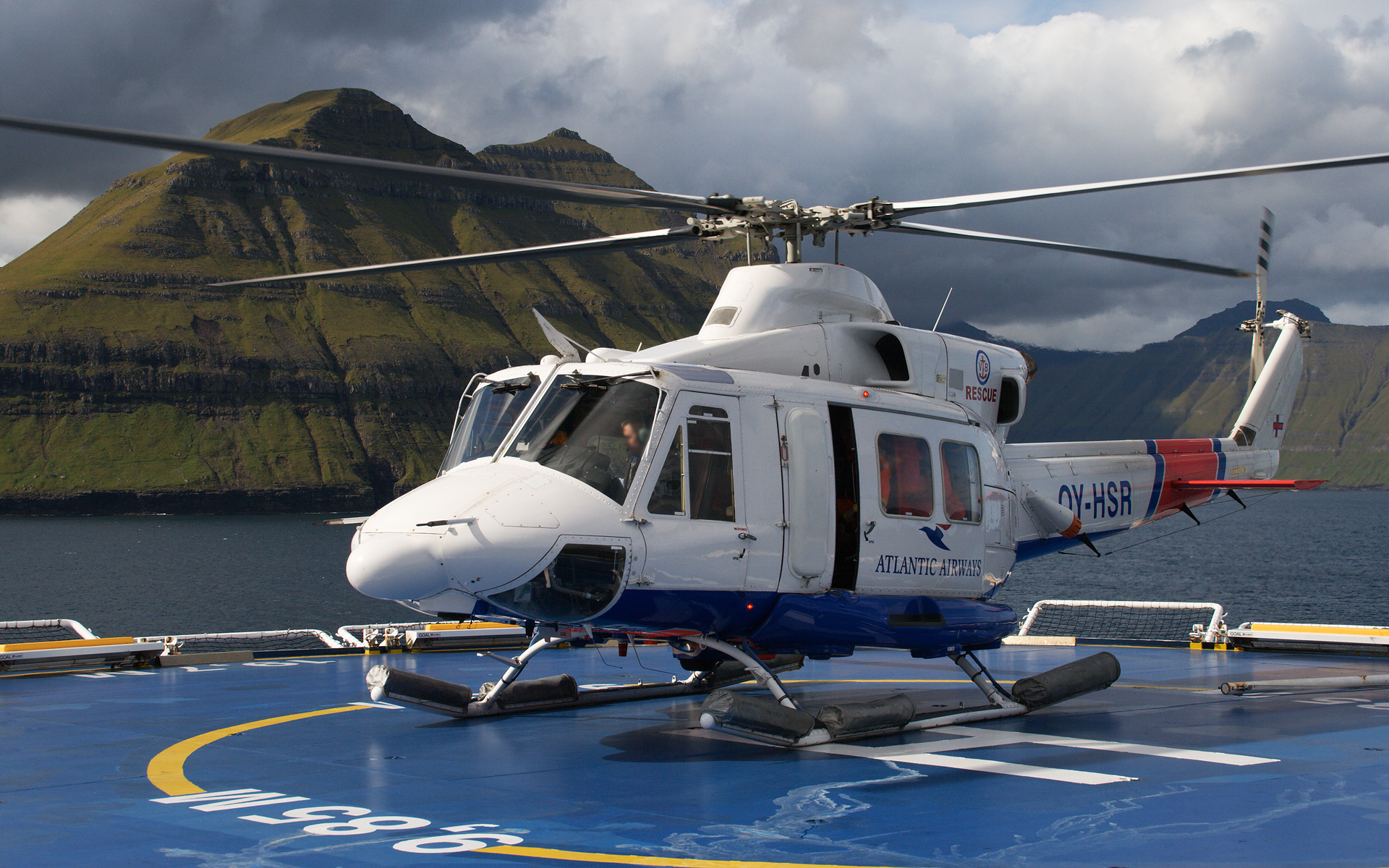
ベル412ヘリコプター(OY-HSR)

## 就航地
| 国/地域        | 空港                          | 備考     |
| -------------- | ----------------------------- | -------- |
| フェロー諸島   | ヴォーアル空港                | ハブ空港 |
| イギリス       | ロンドン/ヒースロー空港       |          |
| イギリス       | エディンバラ空港              |          |
| フランス       | パリ/シャルル・ド・ゴール空港 |          |
| スペイン       | バルセロナ空港                |          |
| スペイン       | パルマ・デ・マリョルカ空港    |          |
| スペイン       | テネリフェ・スール空港        |          |
| スペイン       | グランカナリア空港            |          |
| アイスランド   | ケプラヴィーク国際空港        |          |
| ノルウェー     | オスロ空港                    |          |
| デンマーク     | コペンハーゲン空港            |          |
| デンマーク     | ビルン空港                    |          |
| デンマーク     | オールボー空港                |          |
| ルクセンブルク | ルクセンブルク                |          |

## 事故
- アトランティック・エアウェイズ670便オーバーラン事故 - 2006年10月10日、ノルウェーで発生した事故。スポイラーが故障により起動しなかったため、パイロットは緊急ブレーキを起動したが、それによってアンチ・スキッドが解除されてしまい、滑走路が湿っていたため、ハイドロプレーニング現象が起き、機体はオーバーランした。斜面を滑り落ちた後炎上し、乗客4人が亡くなった。